# Colab
Colab, è un'abbreviazione comunemente usata per “Progetti Collaborativi” di gruppi di artisti della città di New York, fu fondata dopo una serie di incontri aperti tra artisti di diverse discipline. Colab si trasformò in vera collettività nel 1977 e ricevette inizialmente un National Endowment for the Arts (NEA), un sussidio per il Workshop attraverso il centro per le nuove attività artistiche, una piccola corporazione no-profit, formata nel 1974. Il sussidio fu diviso egualmente tra gli artisti membri, divisi in gruppi di tre. Nel 1978, Colab fu registrata come no-profit e successivamente fu riconosciuta esente dalle tasse dall'IRS (Internal Revenue Service), in modo da poter richiedere il sussidio dalla NEA e da altre fonti indipendenti. Colab fu attiva per circa 10 anni e si distinse per la forte energia dei suoi membri e qualche volta anche per il chiaro impegno politico.
Raccogliendo direttamente i propri mezzi di finanziamento (raccolta fondi), Colab aveva il controllo delle proprie mostre e degli spettacoli via cavo, tanto da sorpassare i più grandi e più conosciuti spazi alternativi.
Dal gennaio del 1979, diversi artisti membri hanno organizzato varie e importanti mostre di gruppo uniche nei propri studi o in altri spazi temporanei, come: The Manifesto Show (5 Bleecker St., 1979), The Real Estate Show (Delancey St., Jan. 1980), in particolar modo The Times Square Show (201 W 41st, Summer 1980), una grande mostra aperta vicino al distretto di intrattenimento (e pornografia) del centro di New York, messa in scena con Fashion Moda, che ha sede nel Bronx. I sovvenzionamenti iniziali del primo laboratorio di Colab portò alla creazione di “New Cinema”, piccolo teatro di proiezione in St. Mark's Place per film super 8, trasferiti su video e proiettati su uno schermo Advent; la pubblicazione di X Motion Picture Magazine (1979); sostegno e ispirazione per il centro culturale dell'ABC No Rio (1980-82, e continua ancora oggi); una serie televisiva di Manhattan Potato Wolf artists (1978-1984), appoggiata dalla Tellus Audio Cassette Magazine (1984), e dal MWF Video Club (stabilita nel 1986).
Attualmente i membri del gruppo originale sono molto attivi nel fare arte, e l'associazione stessa si è mutata e si è evoluta. ABC No Rio recentemente ha ricevuto un'agevolazione dalla città di New York di $ 1.6 milioni per la costruzione edile.
“Dopo quasi 10 anni di regno di Colab, la guida del marchio fu presa dall'influente imprenditore d'arte e intrattenimento Michael “Mic” Neumann (dal 1989 fino ad ora) e poi fusa con la sua società finanziaria di controllo Popdetail Incorporated (1997), che ora sostiene e promuove le mostre di artisti sia in luoghi non tradizionali che in spazi culturali pubblici a new York e nel mondo via Colab.tv.
“ Noi (Colab) funzioniamo come un gruppo di artisti con risorse complementari e abilità fornite da una solida atmosfera nella collaborazione lavorativa diretta dal bisogno di una comunità estesa. In particolar modo siamo coinvolti in programmi destinati a facilitare lo sviluppo, la produzione e la distribuzione dei nostri lavori. Questi lavori sono realizzati attraverso diversi tipi di media, inclusi film e video per la distribuzione e la trasmissione via cavo e la trasmissione in diretta, utilizzando anche i convenzionali media artistici, ovvero i materiali grafici e stampati.”
“ Quest' affermazione definisce tre aspetti fondamentali di Colab: il desiderio dei membri di creare e distribuire i loro lavori sotto l'ombrello dell'organizzazione degli artisti, la focalizzazione sui nuovi media verso le opere artistiche tradizionali, aperti ad una serie di stili estetici che vorrebbero far incontrare con i bisogni della comunità estesa.” Quest'ultimo punto è stato critico per l'identità del gruppo e fu utilizzato come base dell'amministrazione, orientata al lavoro, la quale incoraggi la sperimentazione in più aree differenti, inclusa, ma non solo, la produzione televisiva, le edizioni video, i film e le esecuzioni artistiche. Con i vari lavori creati simultaneamente e l'abilità dei partecipanti nell'avere idee simili come partner, Colab riuscì a produrre molti progetti senza avere il bisogno di un'identità istituzionale. Tipicamente, i membri individuali lavorano insieme su un progetto, e non di più, in piccoli sottogruppi che a loro volta cambiano e si passano da un progetto all'altro.
“Nel centro di Manhattan, i gruppi, e le tribù, hanno basato le usanze dell'arte del rock e hanno sviluppato film super 8 thrived. Il primo gruppo artistico che ottenuto un riconoscimento a New York è stato Colab, il quale ha prodotto uno spettacolo a Times Square nel 1980. Questa esibizione è stata una scalata di popolarità accessible socially themed artworks held in an empty building that has housed an erotic massage parlor.
La critica l'ha definita "arte punk" "tre corde artistiche che chiunque è in grado di suonare". Lo spazio artistico Fashion Moda del Bronx del sud ha partecipato allo spettacolo di Times Square, e ha preso alcuni artisti della nuova generazione di graffiti, i quali si sono esibiti nel Bronx come parte di sculture e culture hip-hop, rapper e ballerini di breakdance. Un quarto dei membri hanno sostituito i soci del gruppo democraticamente; Colab ha così ispirato altri artisti a formare nuovi gruppi e gli spettacoli sono arrivati al successo in un loft di Brooklyn, e in quel giorno si è formata la comunità. Nei primi anni ottanta gli artisti hanno imitato le attività portoricane degli anni settanta e si sono appropriati di un edificio nella Lower East Side di New York e l'hanno aperto come una collettività intorno al centro culturale. ABC No Rio era passata ad una successiva gestione e fino ad oggi è considerato un centro culturale anarchico che gira intorno alla collettività, vincolato da Automedia, un gruppo di editori.
Membri:
- Charlie Ahearn
- John Ahearn
- Liza Bear
- Scott Billingsley
- Andrea Callard
- Ellen Cooper
- Diego Cortez
- Mitch Corber
- Jody Culkin
- Debby Davis
- Eva DeCarlo
- Jane Dickson
- Orshi Drozdik
- Stefan Eins
- Peter Fend
- Colen Fitzgibbon
- Bobby G
- Matthew Geller
- Mike Glier
- Ilona Granet
- Julie Harrison
- John Hogan
- Jenny Holzer
- G. H. Hovagimyan
- Becky Howland
- Christof Kohlhofer
- Fred Krughoff
- Justen Ladda
- Mary Lemley
- Joe Lewis
- Aline Mayer
- Michael McClard
- Dick Miller
- Eric Mitchell
- Alan W. Moore
- John D. Morton
- James Nares
- Joseph Nechvatal
- Mic Neumann
- Tom Otterness
- Cara Perlman
- Uli Rimkus
- Judy Rifka
- Walter Robinson
- Christy Rupp
- Jane Sherry
- Teri Slotkin
- Beatrice (Bebe) Smith
- Kiki Smith
- Seton Smith
- Wolfgang Staehle
- Anton van Dalen
- Sophie VDT/Vieille
- Tom Warren
- Robin Winters

| Controllo di autorità | VIAF (EN) 138832441 |